# Institutet för språk och folkminnen
Institutet för språk och folkminnen (förkortat Isof, före 2006 Språk- och folkminnesinstitutet, Sofi) är en statlig myndighet vars uppgift är att på vetenskaplig grund samla in, bygga upp och sprida kunskap om:
- det svenska språket samt dialekter, ortnamn och personnamn i Sverige
- de nationella minoritetsspråken finska, jiddisch, meänkieli och romska samt svenskt teckenspråk
- folklig kultur, vardagsliv och traditioner i Sverige.

Isof är indelat i fem avdelningar på tre olika orter – Göteborg, Stockholm och Uppsala, där Göteborg och Uppsala även har särskilda regionala och/eller ämnesinriktade ansvarsområden. Myndighetens huvudkontor finns i Uppsala. Från och med 2022 finns verksamhet även i Kiruna och Övertorneå, i och med den treåriga satsningen på språkcentrum för de nationella minoritetsspråken finska, jiddisch, meänkieli och romska. 
Enligt institutets gällande instruktion (Förordning (2007:1181) med instruktion för Institutet för språk och folkminnen) är deras uppgift att bedriva språkvård och efter vetenskapliga normer försöka levandegöra och sprida kunskaper om svenska språket, de nationella minoritetsspråken finska, jiddisch, meänkieli, romani chib (alltså ej inkluderande samiska), det svenska teckenspråket, dialekter, folkminnen, namn och språkligt burna kulturarv i Sverige. Institutet ska även bedriva forskning samt delta i internationellt samarbete inom sitt verksamhetsområde.

## Historik
Den 1 juli 1970 bildades DOVA-myndigheten, en förkortning av Dialekt- och ortnamnsarkiven samt Svenskt visarkiv. Denna myndighet bestod från början av Dialekt- och folkminnesarkivet i Uppsala (ULMA), Ortnamnsarkivet i Uppsala (OAU), Dialekt- och ortnamnsarkivet i Lund (DAL) samt Svenskt visarkiv (SVA). Till myndigheten fördes under 1971 Dialekt-, ortnamns- och folkminnesarkivet i Göteborg (DAG) och Dialekt-, ortnamns- och folkminnesarkivet i Umeå (DAUM). År 1984 införlivades även de tidigare forskningsprojekten Ordbok över Sveriges dialekter (OSD) och Sveriges medeltida personnamn (SMP). Från att ha varit självständiga arkiv bildade dessa nu en gemensam myndighet. 
Under 1990-talet omorganiserades ULMA och delades upp i flera enheter och Ortnamnsarkivet i Uppsala bildade tillsammans med Sveriges medeltida personnamn en gemensam avdelning kallad Namnavdelningen.
Den 1 juli 1993 bytte myndigheten namn till Språk- och folkminnesinstitutet (Sofi).
Isof fick från och med den 1 juli 2006 utökade uppgifter i samband med namnbytet. Förutom avdelningar och arkiv från Språk- och folkminnesinstitutet ingår även det nya Språkrådet, som består av de tidigare självständiga språkvårdsmyndigheterna Svenska språknämnden och Sverigefinska språknämnden samt av Klarspråksgruppen i Regeringskansliet.

### ULMA
Dialekt- och folkminnesarkivet i Uppsala var från 1939 och fram till 1970 en statlig arkiv- och forskningsinstitution med namnet Landsmåls- och folkminnesarkivet i Uppsala. Grunden för verksamheten lades redan på 1870-talet med de olika landsmålsföreningarna vid Uppsalas studentnationer, vilka på 1890-talet efterträddes av de så kallade dialektgeografiska landskapsundersökningarna. Arkivet fick officiell status 1914 som Uppsala landsmålsarkiv (ULMA) med Herman Geijer som förste föreståndare.

### OAU
Ortnamnsarkivet i Uppsala, som var huvudarkiv för ortnamn i Sverige, grundades 1928 och fram till 1970 lydde arkivet, som då kallades Svenska ortnamnsarkivet, under Svenska ortnamnskommissionen.

### DAL
Landsmålsarkivet i Lund grundades 1930 genom riksdagsbeslut, och övertog de gamla sydsvenska landsmålsföreningarnas (Skånes, Hallands, Smålands och Kalmar-Blekinges) samlingar. Dessa föreningar hade då funnits i 55 år, från 1916 under en av föreningarna vald centralstyrelse.

### SVA
Svenskt visarkiv, som grundades privat på initiativ av Ulf Peder Olrog 1951, överfördes till Statens musiksamlingar den 1 juli 1999.

### Före detta avdelningar inom Isof
- Dialekt- och folkminnesarkivet i Uppsala (DFU)
- Namnarkivet i Uppsala (NAU)
- Dialekt-, ortnamns- och folkminnesarkivet i Göteborg (DAG). DAG:s uppgift var att förvalta vårt kulturarv genom att samla, bearbeta och förmedla kunskap om dialekter, folkminnen, folkmusik, ortnamn och personnamn. Ansvarsområdet omfattade i första hand förutvarande Göteborgs och Bohus län samt södra Dalsland.
- Dialekt- och ortnamnsarkivet i Lund (DAL)
- Dialekt-, ortnamns- och folkminnesarkivet i Umeå (DAUM). DAUM hade till uppgift att samla in, bevara, bearbeta och ge ut material om dialekter, ortnamn, folklig kultur och lokalhistoria. Arkivets ansvarsområde omfattade i första hand Västerbottens och Norrbottens län.
- Avdelningen för verksamhets- och ledningsstöd (VLS)
- Avdelningen för IT och digitalisering (ITD)
- Sveriges medeltida personnamn (SMP)

## Isofs avdelningar
- Avdelningen för arkiv och forskning i Göteborg (AFG) (från och med 2020).

- Avdelningen för arkiv och forskning i Uppsala (AFU) (från och med 2020)
- Avdelningen för nationella minoriteter och svenskt teckenspråk
- Avdelningen Språkrådet
- Avdelningen för stöd och utveckling (från och med 2023)